# 華頂山
華頂山（かちょうざん）は、京都府京都市東山区の東山（桃山丘陵）にある山で、東山三十六峰のひとつに数えられる。花頂山や花鳥山と呼ばれることもある。
山頂付近は華頂山西麓にある青蓮院の飛び地であり、桓武天皇が平安京造営に際してその鎮護のため築いた将軍塚、古墳時代中期に築かれた将軍塚付近古墳群、国宝の青不動明王像曼荼羅を安置する青龍殿（1913年に建てられた平安道場・武徳殿を移築し、2014年落慶）、石仏の大日如来像を安置する大日堂、大舞台や西展望台などがある。
山頂の西側は高台寺山国有林であり、展望台や将軍塚の西側直近に京都一周トレイルの山道が設けられているが、山頂付近への立ち入りは青蓮院青龍殿に拝観入場する必要がある。

## 寺院の山号
「華頂山」を山号とする寺院には、華頂山西麓の知恩院（華頂山知恩教院大谷寺）、東麓の山科区にある元慶寺（華頂山元慶寺）、粟田口鍛冶町の良恩寺（華頂山良恩寺）などがある。

## 付近の施設
- 青蓮院青龍殿（青龍殿、大日堂、将軍塚、西展望台、日本庭園等）（有料拝観）
- 東山山頂公園・東山山頂公園駐車場・東山山頂公園展望台（いずれも無料）
- 東山ドライブウェイ（通行無料）

## アクセス
- 京阪バス 70系統 将軍塚青龍殿バス停 すぐ
- 京都一周トレイルの道標21が山頂直近・青蓮院の福徳門前である。